# Minidisc
Minidisc (MD) er et digitalt lagermedie oprindelig udviklet til 80 minutters digitaliseret musik, men udviklede sig også til et generelt datalagermedie med Hi-MD-formatet.
Mediet blev udviklet af Sony i 1991 og præsenteret den 23. januar 1992. Musikformatet var oprindeligt baseret eksklusivt på ATRAC audio-kompressionen, men senere blev det også muligt at benytte lineært PCM for at komme tæt på ægte cd-kvalitet. MiniDisc er mest udbredt i Asien og især Japan som erstatning for kassettebånd, men har aldrig vundet større udbredelse i Vesten.
Sony MiniDisc optager blev fortsat produceret til september 2011.

## Optager
- Minidisc-optager mobil (Sony MZ-N707)
- Minidisc-optager Sony MDS-JE780 (2002–2005)[2]
- Minidisc-optager mobil, Sharp MD-MS701H